# Mērsrags (novads)
Mērsrags (łot.: Mērsraga novads) – jeden z łotewskich novadsów, funkcjonujący w latach 2011–2021.

## Historia
Novads powstało na terenach należących przed 2009 do rejonu Talsi. Został utworzony 3 stycznia 2011 po podziale novadsu Roja (był to jedyny novads powstały po 1 lipca 2009).
W skład novadsu wchodził obszar pagastsu Mērsrags. Jego stolicą została wieś Mērsrags.
Zlikwidowany w ramach reformy administracyjnej 30 czerwca 2021. Wszedł w całości w skład nowego novadsu Talsi.